# 托尔富 (埃松省)
托尔富（法語：Torfou，法語發音：[tɔʁfu] ⓘ）是法国法兰西岛大区埃松省的一个市镇，属于埃唐普区。

## 地理
托尔富（48°31'53"N, 2°13'36"E）面积3.5 平方千米，位于法国法蘭西島大區埃松省，该省份为法国北部内陆省份，北起上塞纳省和马恩河谷省，西接厄尔-卢瓦省和伊夫林省，南至卢瓦雷省，东临塞纳-马恩省。
与托尔富接壤的市镇（或旧市镇、城区）包括：阿夫兰维尔、布瓦西苏圣永、沙马朗德、拉尔迪。

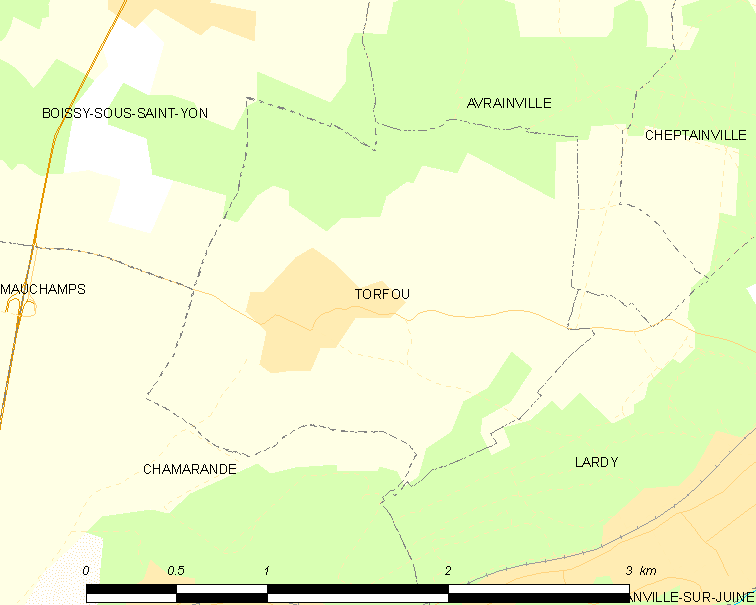
的OSM定位图

托尔富的时区为UTC+01:00、UTC+02:00（夏令时）。

## 行政
托尔富的邮政编码为91730，INSEE市镇编码为91619。

## 政治
托尔富所属的省级选区为阿尔帕容县。

## 人口

1962-2008年间人口变化图示

托尔富于2022年1月1日时的人口数量为277人。